# Glaresis rufa
Glaresis rufa är en skalbaggsart som beskrevs av Wilhelm Ferdinand Erichson 1848. Glaresis rufa ingår i släktet Glaresis och familjen Glaresidae. Inga underarter finns listade i Catalogue of Life.